# Пович, Мирьяна
Мирьяна Пович (род. 8 августа 1981, Панчево, САК Воеводина) — сербский астрофизик, работающая в Эфиопском институте космической науки и технологий над формированием и эволюцией галактик. Она стала первым лауреатом премии Nature — Estée Lauder Inspiring Science.

## Ранняя жизнь и образование
Пович родилась в Панчево, Сербия. Ей было всего девять лет, когда в Сербии началась война. В детстве она заинтересовалась астрономией и ездила на занятия автостопом. Она с полной стипендией изучала физику в Белградском университете и получила учёную степень в 2005 году. В 2004 году она получила летнюю стипендию для изучения астрофизики в Даремском университете. Она получила докторскую степень в Университете Ла-Лагуна, работая с Институтом астрофизики Канарских островов. Для своей докторской диссертации она использовала обсерватории в рентгентовском диапазоне, XMM-Newton и Чандра. В 2010 году Пович защитила диссертацию по активным ядрам галактик. Во время работы над докторской диссертацией она работала волонтёром в Танзании и Кении и была «поражена красотой и разнообразием Африки». В 2010 году она работала научным сотрудником в Университете Квазулу-Натал, а затем, в 2011 году, вернулась в Институт астрофизики Андалусии. В 2012 году она стала сотрудничать с Африканской сетью школьного астрономического образования. В 2012 году она начала работать волонтёром в Гранадской ассоциации по правам человека Андалусии, специализируясь на проституции и иммиграции.

## Исследования и карьера
Пович работает над формированием и эволюцией галактик. Для изучения галактик Пович использует планетарные исследования, такие как Advanced Astronomical Large Homogeneous Area Medium-Band Redshift Astronomical (ALHAMBRA). Она исследует скорость формирования звёзд и металличность массы. Она научный сотрудник Института астрофизики Андалусии. Пович присоединилась к Ассоциации исследовательниц и технологов в 2013 году.
В 2016 году Пович присоединилась к Обсерватории и исследовательскому центру Энтото в Эфиопии. Она считает, что астрономия и наука о космосе будут важны для Африки в достижении Целей устойчивого развития. Она работала в Эфиопском институте космической науки и технологий с момента его основания. Пович — профессор физики и заведующая кафедрой астрономии. Она отвечала за обучение первого поколения аспирантов-астрономов в Эфиопии, Танзании, Руанде и Уганде. В штате института более 100 сотрудников, но только пятеро имеют докторскую степень. Она единственная женщина в команде и единственная в команде представляет Европу.
В том же году 2016 году она начала координировать программу африканских стран Сети астрономического школьного образования. Она преподавала физику по всей Африке, в том числе сиротам в Руанде и ВИЧ-положительным людям в Танзании. Она считает, что учёным следует уделять больше времени связям с развивающимся миром. Пович ведёт научные клубы и читает серию лекций для учениц средних школ в Эфиопии.
В 2019 году Пович была удостоена награды Estée Lauder Inspiring Science Award за исследования природы. Она объявила, что потратит призовые 10 000 евро на создание связей между женщинами-учёными в Эфиопии. Пович — член Международного астрономического союза.